# Покровский сельсовет (Астраханская область)
Покро́вский сельсове́т — муниципальное образование в составе Ахтубинского района Астраханской области, Российская Федерация. Административный центр — село Покровка.

## Географическое положение
Общая площадь территории МО «Покровский сельсовет» составляет 127,92 км². МО «Покровский сельсовет» граничит с Пологозаймищенским сельсоветом.
Граница начинается с точки пересечения границы от «Пологозаймищенского сельсовета» и идёт в восточном направлении 4,5 км, поворачивает на юго-запад идёт так на протяжении 16 км, пересекая реку Ахтуба. Далее граница следует в северо-западном направлении на протяжении 3 км, после идёт на северо-восток на протяжении 0,8 км, далее идет на северо-запад на протяжении 9 км к ерику Чулковка. После граница двигается в северо-западном направлении на протяжении 1,7 км до реки Ахтуба, после реки идет на северо-восток на протяжении 7,8 км, пересекая озеро Долгое, вдоль ерика Шнуровой до реки Подстепка, далее граница направляется по середине реки Подстепка на протяжении 4 км, после идет в северо-восточном направлении на протяжении 10,5 км по середине ерика Куркин, по пути пересекая железную дорогу Астрахань-Волгоград, до «Пологозаймищенского сельсовета».

## Объекты социальной сферы
В сельсовете действует фельдшерско-акушерский пункт, участковый уполномоченный полиции, средняя школа, рассчитанная на 320 человек, дом культуры, детский сад, рассчитанный на 30 детей. Все учреждения находятся в селе Покровка.

## Население
| 2010  | 2012  | 2013  | 2014  | 2015  | 2016  | 2017  |
| ----- | ----- | ----- | ----- | ----- | ----- | ----- |
| 1089  | ↘1065 | ↗1070 | ↘1062 | ↗1103 | ↘1087 | ↗1088 |
| 2018  | 2019  | 2020  | 2021  |       |       |       |
| ↘1072 | ↘1035 | ↘1019 | ↗1042 |       |       |       |

## Состав
| № | Населённый пункт | Тип населённого пункта       | Население |
| - | ---------------- | ---------------------------- | --------- |
| 1 | Дмитриевка       | село                         | ↘19       |
| 2 | Покровка         | село, административный центр | ↗1070     |